# Muddegowdanahalli, Bangarapet
Muddegowdanahalli là một làng thuộc tehsil Bangarapet, huyện Kolar, bang Karnataka, Ấn Độ.